# ليندن جونز
ليندن جونز (بالإنجليزية: Linden Jones)‏ (5 مارس 1961 في المملكة المتحدة - ) هو لاعب كرة قدم بريطاني في مركز الدفاع. لعب مع كارديف سيتي ونادي ريدنغ ونيوبورت كونتي.